# John Hyams
John Hyams (* 16. März 1969) ist ein US-amerikanischer Filmregisseur und Filmeditor.

## Leben
John Hyams’ Vater ist der Filmregisseur und Kameramann Peter Hyams. John Hyams absolvierte ein Studium an der School of Visual and Performing Arts an der Syracuse University. 1992 war er als Regisseur an der Dokufernsehserie America Undercover beteiligt.
Fünf Jahre später drehte Hyams mit One Dog Day seinen ersten Dokumentarfilm. Weitere fünf Jahre später folgte mit The Smashing Machine sein zweiter Dokumentarfilm, für den er auch erstmals als Editor in Erscheinung trat. In den Jahren 2003 bis 2005 drehte er mehrere Folgen der Serie New York Cops – NYPD Blue.
Nach verschiedenen anderen Produktionen folgte 2009 mit Universal Soldier: Regeneration sein erster Actionfilm, einer Fortsetzung der Universal-Soldier-Filmreihe. Die Hauptrolle übernahm Jean-Claude Van Damme. Sein Vater war an dieser Produktion als Kameramann beteiligt. 2012 drehte Hyams den Actionfilm Dragon Eyes, erneut mit van Damme in der Hauptrolle. Mit Universal Soldier: Day of Reckoning entstand 2012 ihr dritter gemeinsamer Film. Im Jahr 2013 war Hyams als Editor an dem Film Enemies Closer beteiligt, der wiederum von seinem Vater inszeniert wurde. Jean-Claude Van Damme übernahm eine tragende Rolle.
Seit 2014 co-produzierte und inszenierte Hyams mehrere Folgen der Serie Z Nation. Als Drehbuchautor war er an Skin Trade (2014) beteiligt. Seither ist er vor allem als Fernsehregisseur tätig. Mit Black Summer entwickelte er eine Prequelserie zu Z Nation, die Mitte April 2019 auf Netflix veröffentlicht wurde.

## Filmografie (Auswahl)
- 2002: Smashing Machine – Ultimate Extreme Fighting (The Smashing Machine)
- 2003–2005: New York Cops – NYPD Blue (NYPD Blue, Fernsehserie, vier Folgen)
- 2009: Universal Soldier: Regeneration
- 2012: Universal Soldier: Day of Reckoning
- 2012: Dragon Eyes
- 2014–2018: Z Nation (Fernsehserie, 21 Folgen; Regie und Co-Produktion)
- 2018: All Square
- 2019–2021: Black Summer (Fernsehserie, neun Folgen)
- 2020: Alone – Du kannst nicht entkommen (Alone)
- 2022: Sick